# 幻肢
幻肢（げんし、英: phantom limb）は、事故や病気が原因で手や足を失った人、麻痺のある人、生まれながらにして持たない人が、存在しない、または麻痺して感じないはずの手足を依然そこに存在するかのように感じること。幻影肢（げんえいし）ともいう。 
幻肢をもつ患者はしばしばそれを意図的に動かすことができる。 逆にそれが動かせない場合、その幻の部位に非常に強い痛みを感じることがあり、それを 幻肢痛（げんしつう）という。
幻肢に相当する現象の報告は古くからあるが、19世紀になってから名前がつけられた。南北戦争で負傷した兵士は、抗生物質なしに手や足を切断された。帰郷した兵士たちがなお、自分の手足のことを語るのを見て、医師ワイアー・ミッチェルが名付けたとされている。
幻肢については、これまで、医学の分野を中心に、そのメカニズムや治療法をめぐって研究が進められてきた。脳科学者で神経科医のラマチャンドランは、幻肢や幻肢痛とその原因・治療に関する医学的見地からの種々の報告を行っている。 またかつて現象学の立場から、こうした場面での心の意識の志向性について、フランスの現象学的哲学の代表者、モーリス・メルロー＝ポンティがその著書『知覚の現象学』の中で議論を展開したことがある。 
スイスのチューリッヒ大学病院の神経科医ピーター・ブラッガー（Petter Brugger）は、幻肢だけでなく、ドッペルゲンガー(doppelganger)、体外離脱体験(out-of-body experience)をも視野に入れた包括的な説明を模索している。

## 原因
かつては、「切断面に近い神経の末端部の神経腫が刺激を発しているためである」「脊髄の感覚ニューロンが自発的に活動しているためである」と考えがあった。しかし、元々持っていた手や足を事故で失った患者の例では神経腫を取り除いても幻肢は消えず、脊髄の脳に近い部分まで損傷を受けている患者でも幻肢が起きる。このことから、そういった脳外の神経が原因ではなく、脳内の神経回路網が自発的に活動することで幻肢が生まれている、という考えが有力である。
幻肢痛の治療法である「鏡の箱」を使った例では、箱によって失われた手の位置を隠しながら残された正常な片手を箱の側面に映すことで、患者の存在しないはずの手の代りに残された手へ接触などを行い症状の改善が図られる。この例でも、視覚情報によって鏡に映ったあるはずのない手の存在を脳が受け付けて不安定な幻肢を安定化できると解釈され、幻肢が脳内の高度な神経作用に起因して生じている事を裏付けている。
ただし、先天的に手や足を持たない患者でも幻肢は起きる。このことから、幻肢患者が手足を失う前に四肢を使った経験から後天的に獲得・構築した脳神経回路網内の機能的ニューロン集団のネットワーク・パターンだけが、幻肢を引き起こしているのではないらしいことも判っており、身体感覚はある程度まで遺伝的に規定されていると考えられている。

## 現象学的身体論
メルロ＝ポンティは生理学として病理として説明されていた「幻影視」の概念を現象学的身体論の見地からとらえる。「幻影肢」とは、手や足を失った患者がその失われた部位に痛みを感じるという身体的感覚のことで、生理学的見地からは人間の病理として説明されていたが、ポンティは、身体性から説明する。「幻影肢」は病理ではない。失われた身体はもはや誰のものでもない。いわば匿名(幻影)の身体であり、この痛みの感覚は自己の身体が「匿名性」の性質を有していることに起因するものであると考えられる。人間の認識や感覚は「身体性」の概念からとらえることができる。